# Jurilovca
Jurilovca (in russo Журиловка?, Unirea dal 1983 al 1996) è un comune della Romania di 5 184 abitanti, ubicato nel distretto di Tulcea, nella regione storica della Dobrugia. 
Il comune è formato dall'unione di 3 villaggi: Jurilovca, Sălcioara, Vișina.
È stata fondata da Lipoveni agli inizi del XIX secolo, l'attestazione del primo documento è del 1826. Anche se ai suoi inizi era un piccolo villaggio, l'insediamento è cresciuto e diventato, alla fine del XIX secolo, un importante centro di pesca nella zona del Delta del Danubio. Oggi è la più grande comunità di pescatori in Romania, e ha la più moderna fabbrica di lavorazione del pesce, nel paese e dell'Europa dell'Est.
Jurilovca è anche un centro turistico. A circa 15 km, attraversando il lago Goloviţa, si trova Gura Portiţei, una località balneare del Mar Nero, raggiungibile, con una nave o una barca, in poco tempo. Altre attrazioni turistiche sono le rovine di Orgamè (Argamum)(città greco-romana) e Capul Doloşman. Intera area fa parte della Biosfera del Delta del Danubio.
I russi Lipoveni sono un gruppo etnico di origine slava orientale che sono arrivati in Romania, soprattutto in Dobrogea, a partire dalla metà del XVIII secolo, dopo lo scisma della Chiesa ortodossa. Subito dopo il Concilio nel 1654, il russo Patriarca Nikon riformò la chiesa, poi sono state adottate una serie di misure dalle autorità russe restrittive laiche e religiose, che culminarono con l'arrivo di Pietro il Grande (1682-1725) e con lui, le misure di europeizzazione.